# Nemanja Šarović
Nemanja Šarović, cyr. Немања Шаровић (ur. 28 grudnia 1974 w Belgradzie) – serbski polityk i prawnik, poseł do Zgromadzenia Narodowego Republiki Serbii kilku kadencji, były wiceprzewodniczący i czasowy przewodniczący Serbskiej Partii Radykalnej.

## Życiorys
Ukończył szkołę średnią w Belgradzie, następnie studia prawnicze na Uniwersytecie w Belgradzie. Pracował jako stażysta w kancelarii adwokackiej, następnie w jednym ze stołecznych sądów. Zaangażował się w działalność polityczną w ramach Serbskiej Partii Radykalnej. W 2004 wszedł w skład władz krajowych tego ugrupowania. Dołączył również do zespołu obrońców sądzonego w Hadze lidera SRS Vojislava Šešelja.
W 2003, 2007 i 2008 wybierany na posła do Zgromadzenia Narodowego, w którym zasiadał do 2012. Po przegranych przez jego ugrupowanie wyborach parlamentarnych objął w 2012 obowiązki przewodniczącego partii. Wykonywał je w zastępstwie Vojislava Šešelja do czasu jego zwolnienia, później powrócił na funkcję wiceprzewodniczącego SRS. W 2016 kandydował z 2. miejsca listy wyborczej radykałów, ponownie uzyskując mandat deputowanego do Skupsztiny. W parlamencie zasiadał do 2020. W tym samym roku, wkrótce po kolejnych przegranych przez SRS wyborach, zrezygnował z członkostwa w partii.